# Figeczky Bence
Figeczky Bence (Miskolc, 1990. június 1. –) magyar színész.

## Életpályája
Tiszaújvárosban nőtt fel. A helyi Eötvös József Gimnázium, Szakképző Iskola és Kollégiumban érettségizett. Később a Gór Nagy Mária Színitanodában tanult és fodrász szakképesítést is szerzett. 2012-2017 között a Színház- és Filmművészeti Egyetem hallgatója volt. Egyetemi gyakorlatát a Radnóti Színházban töltötte. 2017-2018 között a Szegedi Nemzeti Színház tagja volt. 2018-tól a tatabányai Jászai Mari Színház színésze.
Felesége Szendrey Gitta drámainstruktor, művészetterapeuta. 

## Fontosabb színházi szerepei

### Jászai Mari Színház
- William Shakespeare: Macbeth
- Vajda Katalin: Anconai szerelmesek
- Molnár Ferenc: Az üvegcipő
- Mark Haddon – Simon Stephens: A kutya különös esete az éjszakában
- Woody Allen: Játszd újra, Sam!
- Martin McDonagh: Hóhérok

- Ion Luca Caragiale: Farsang
- Andrew Bovell: Ha elállt az eső
- Csukás István-Darvas Ferenc: Ágacska
- Andrzej Saramonowicz: Tesztoszteron
- Joe Masteroff, John Van Druten és Christopher Isherwood elbeszélései alapján- John Kander – Fred Ebb – Eörsi István – Blum Tamás: Cabaret
- Joe DiPietro- Jimmy Roberts: Te édes, de jó vagy, légy más
- Ivan Viripajev: Részegek
- Joe Orton: Polgárkukkantó
- Ödön von Horváth: Kasimir és Karoline
- Székely Csaba: 10
- Czukor Balázs: Vonat elé leguggolni
- László Miklós: Illatszertár
- Nyikolaj Vasziljevics Gogol: A revizor
- Dés László – Nemes István – Böhm György – Korcsmáros György – Horváth Péter: Valahol Európában
- Christopher Hampton: Veszedelmes viszonyok

## Filmes és televíziós szerepei
- Gimi (2011-2012)
- Csak színház és más semmi (2016)
- Közös sziget (2018)